# Cápsula bacteriana

A camada externa vermelha neste diagrama representa a cápsula bacteriana, que é distinta da parede celular. Essa é uma bactéria Gram-positiva. Pode-se observar a membrana plasmática (em laranja) e uma fina camada de peptideoglicano na parede celular (em roxo).

A cápsula bacteriana é uma estrutura grande presente em algumas células procariotas. É uma camada rígida com bordas bem definidas, formada por uma série de polímeros orgânicos. Ela se deposita no exterior da parede celular bacteriana. Geralmente contém glicoproteínas e um grande número de polissacáridos diferentes, incluindo poliálcoois e aminoaçúcares.

## Composição

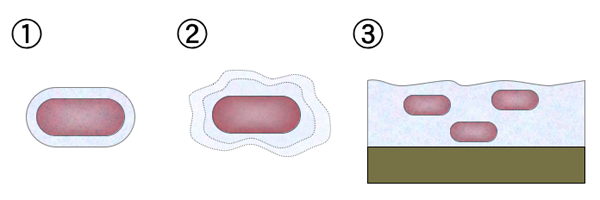
Diagrama de estruturas extracelulares bacterianas: 1-cápsula, 2-camada mucosa ou glicocálix, 3-biofilme.

A cápsula bacteriana é em sua maioria composta por polissacarídeos, mas pode conter também outros materiais como polipeptídeos (ex. Ácido D Glutâmico no Bacillus anthracis). Como a maioria das cápsulas é muito próxima das estruturas celulares, elas são difíceis de corar utilizando métodos padrões; a maioria desses corantes não adere à cápsula. Para se observar uma cápsula ao microscópio, a bactéria e seu fundo são corados mais fortemente que a cápsula, que permanece pálida e aparece como um anel ou halo em volta da célula. 

## Função
A cápsula bacteriana é considerada um fator de virulência pois aumenta a habilidade de uma bactéria causar doença.
A cápsula protege a célula bacteriana contra a fagocitose por células eucarióticas como os macrófagos. Um anticorpo específico para a cápsula pode ser necessário para que a fagocitose ocorra. A cápsula também contém água, o que protege a bactéria da desidratação. Confere também proteção contra o ataque de bacteriófagos e a maioria dos materiais hidrofóbicos, como detergentes. Além disso, a cápsula ajuda na adesão da bactéria às células do hospedeiro.

## Diversidade
A cápsula bacteriana é mais comumente encontrada em  bactérias Gram-negativas:
- Escherichia coli (em algumas cepas)
- Neisseria meningitidis[5]
- Klebsiella pneumoniae[6]
- Haemophilus influenzae[7]
- Pseudomonas aeruginosa[8]
- Salmonella [carece de fontes?]

Contudo, algumas bactérias Gram-positivas também podem possuir cápsula:
- Bacillus megaterium por exemplo, sintetiza uma cápsula composta de polipeptídeos e polissacarídeos.
- Streptococcus pyogenes sintetiza uma cápsula composta de ácido hialurônico.
- Streptococcus pneumoniae
- Streptococcus agalactiae produz uma cápsula polissacarídica de nove tipos antigênicos (Ia, Ib, II, III, IV, V, VI, VII, VIII) que contém ácido siálico.
- Staphylococcus epidermidis

A levedura Cryptococcus neoformans, apesar de não ser uma bactéria, possui uma cápsula similar.
Cápsulas muito pequenas cuja visualização não é possível num microscópio comum são chamadas de microcápsulas. Como exemplo temos a   Proteína M do Streptococcus pyogenes.